# Vinterovec
Vinterovec is een plaats in de gemeente Gornja Stubica in de Kroatische provincie Krapina-Zagorje. De plaats telt 48 inwoners (2001).